# کرچ (پراگ)

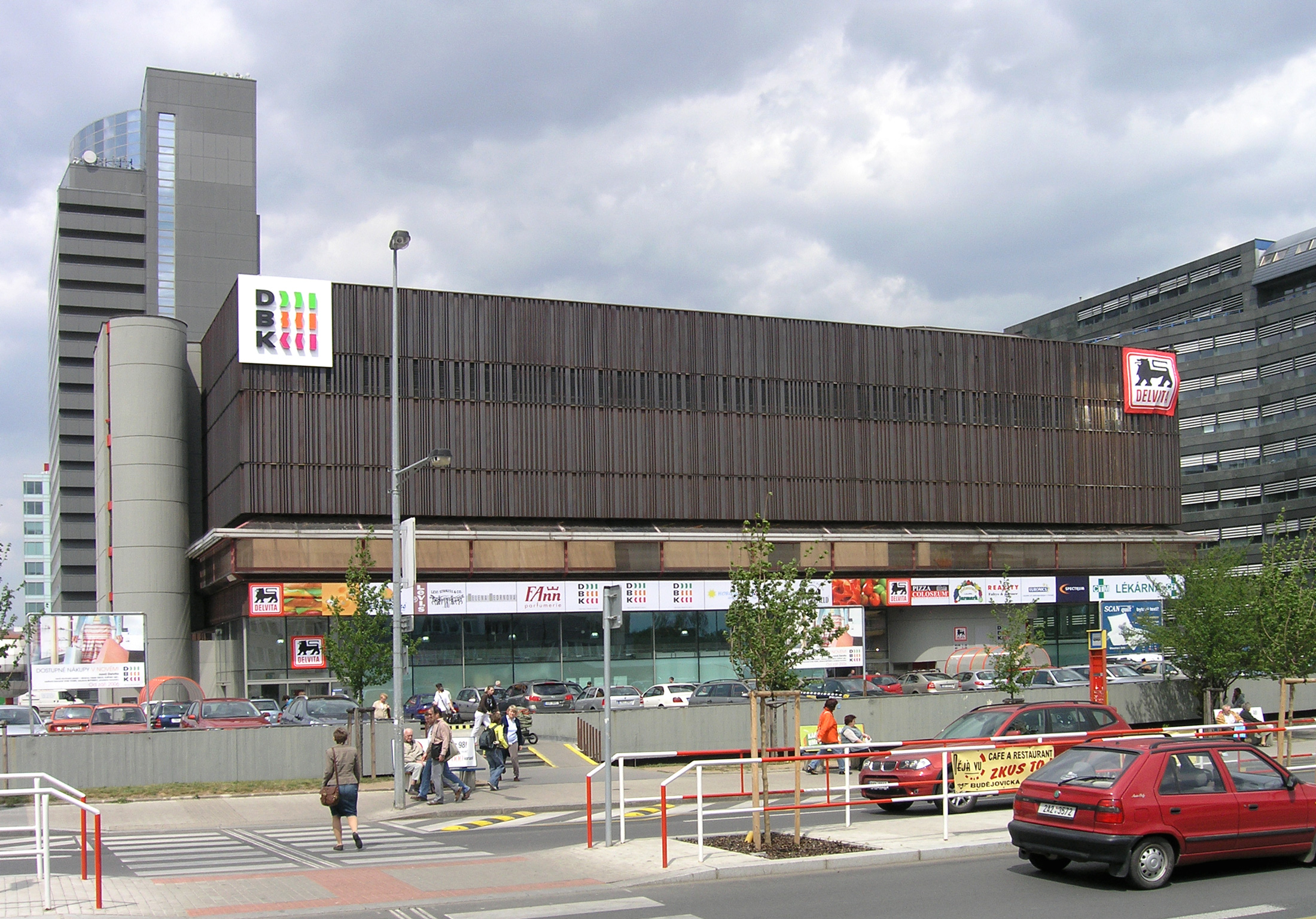
میدان بودیوویتسکه در محله کرچ.

کرچ (انگلیسی: Krč) محله‌ای است از شهر پراگ، پایتخت جهوری چک. کرچ از سال ۱۹۲۲ جزو شهرداری پراگ شده‌است و امروزه بخشی است از منطقه ۴ شهرداری پراگ.
جمعیت محله کرچ در سال ۲۰۱۵ میلادی ۲۹.۶۱۷ نفر بود.